# خبه (استان اشوی‌داشکسیه)
خبه (به لهستانی: Chyby) یک منطقهٔ مسکونی در لهستان است که در گمینا منگوو واقع شده‌است. خبه ۱۴۵ نفر جمعیت دارد.